# Belgrader Genossenschaft, Karađorđeva 48
Der Bau der Belgrader Genossenschaft war ein bedeutendes Bauprojekt, das in einer entscheidenden Phase der serbischen Geschichte stattfand. In der Zeit unmittelbar nach den Veränderungen an der Spitze Serbiens, als die Dynastie Karađorđević infolge der Ermordung von Aleksandar Obrenović an die Macht kam, wurde die Belgrader Genossenschaft errichtet. Diese Periode war geprägt von einem Übergang von einem autokratischen System zu einem liberalen Bourgeoisie-Regime unter Petar I., begleitet von weitreichenden Veränderungen im Herrschaftssystem und einem erheblichen wirtschaftlichen Aufschwung.

## Geschichte
„Die Belgrader Genossenschaft zur gegenseitigen Hilfe und Sparsamkeit“ wurde 1882 auf Initiative einer Gruppe von Belgrader Händlern, mit dem Ziel wirtschaftliche Aktivitäten zu finanzieren, gegründet. Sie stellte zu jener Zeit eine modernere Art der Kreditvergabe und im Rahmen einer kapitalistischen Wirtschaft eine weiterentwickelte Art zur Belebung des Warenaustausches und Marktes dar. Seit 1897, als die Versicherungsabteilung gegründet wurde, hat sich die Genossenschaft neben ihrer Bankentätigkeit immer mehr zu einer Versicherungsanstalt entwickelt. Als solche hat sie bis 1944 Geschäfte getätigt und somit eine der bedeutendsten Einrichtungen ihrer Art dargestellt. Unter den Präsidenten der Belgrader Genossenschaft heben sich bedeutende Persönlichkeiten des wirtschaftlichen und finanziellen Lebens Serbiens hervor: Luka Ćelović, ihr Organisator und ihre primäre treibende Kraft des Großteils der Geschäfte und der spätere Stifter und Mäzen der Belgrader Universität; Kosta Taušanović und Lazar Paču, führende Finanzexperten des damaligen Serbiens, öffentliche Bedienstete, herausragende Politiker und Staatspersonen; sowie andere bekannte Belgrader Ökonomen, unter anderem Georg Weifert und Dimitrije Ćirković.
Auf der ordentlichen Versammlung beschlossen die Aktionäre der Genossenschaft 1897, ein neues Gebäude zu errichten. Dafür sollten die Anwesen der Brüder Krsmanović, Brüder Gođevac, der Belgrader Gemeinde, von Vuja Ranković und Luka Ćelović in der Umgebung des einstigen Kleinen Marktes an der Save aufgekauft werden. Der Bau begann im Frühjahr 1905 in Eigenregie der Genossenschaft und wurde 1907 abgeschlossen.

## Das Gebäude

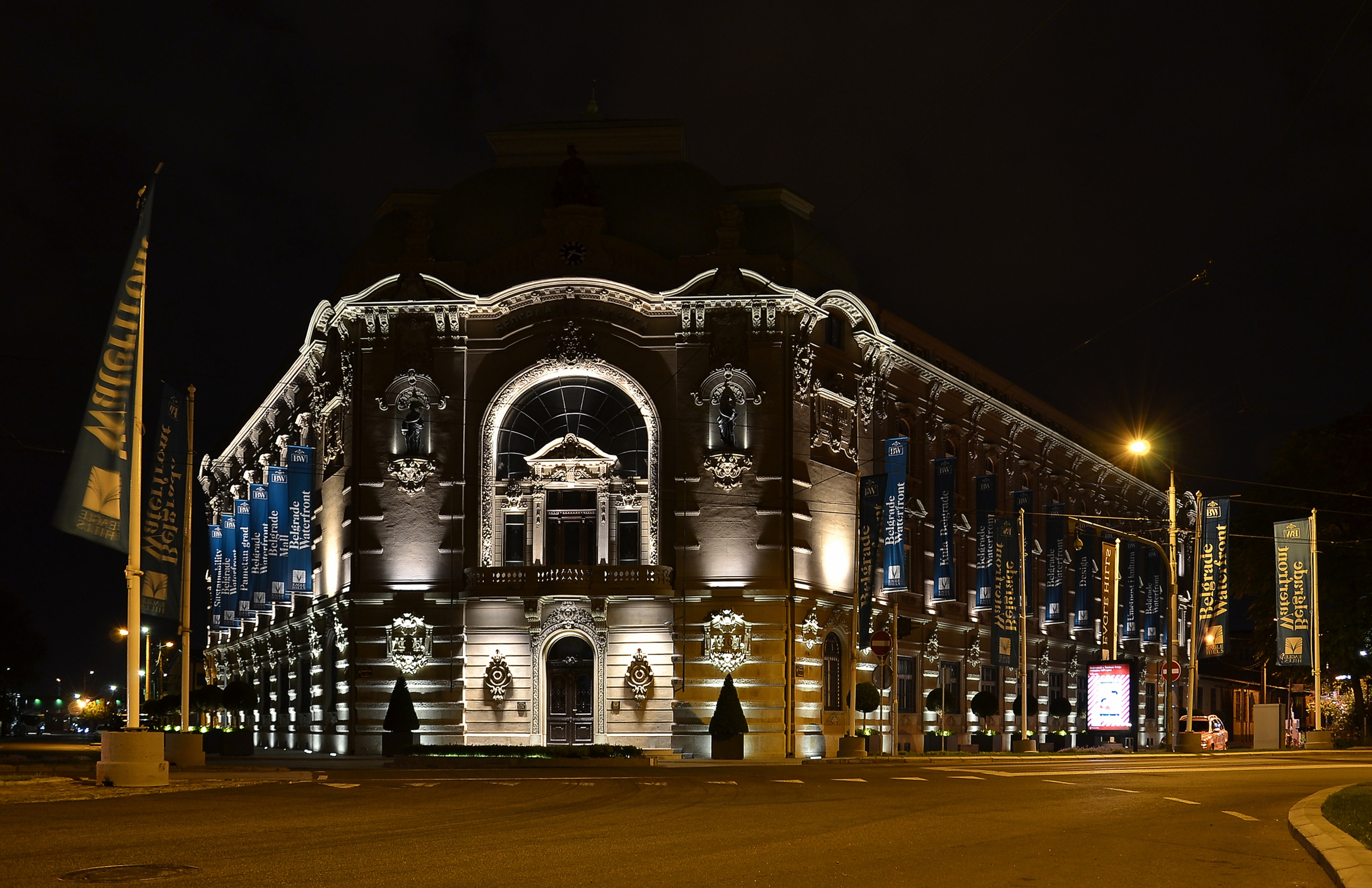
Belgrader Genossenschaft in der Nacht

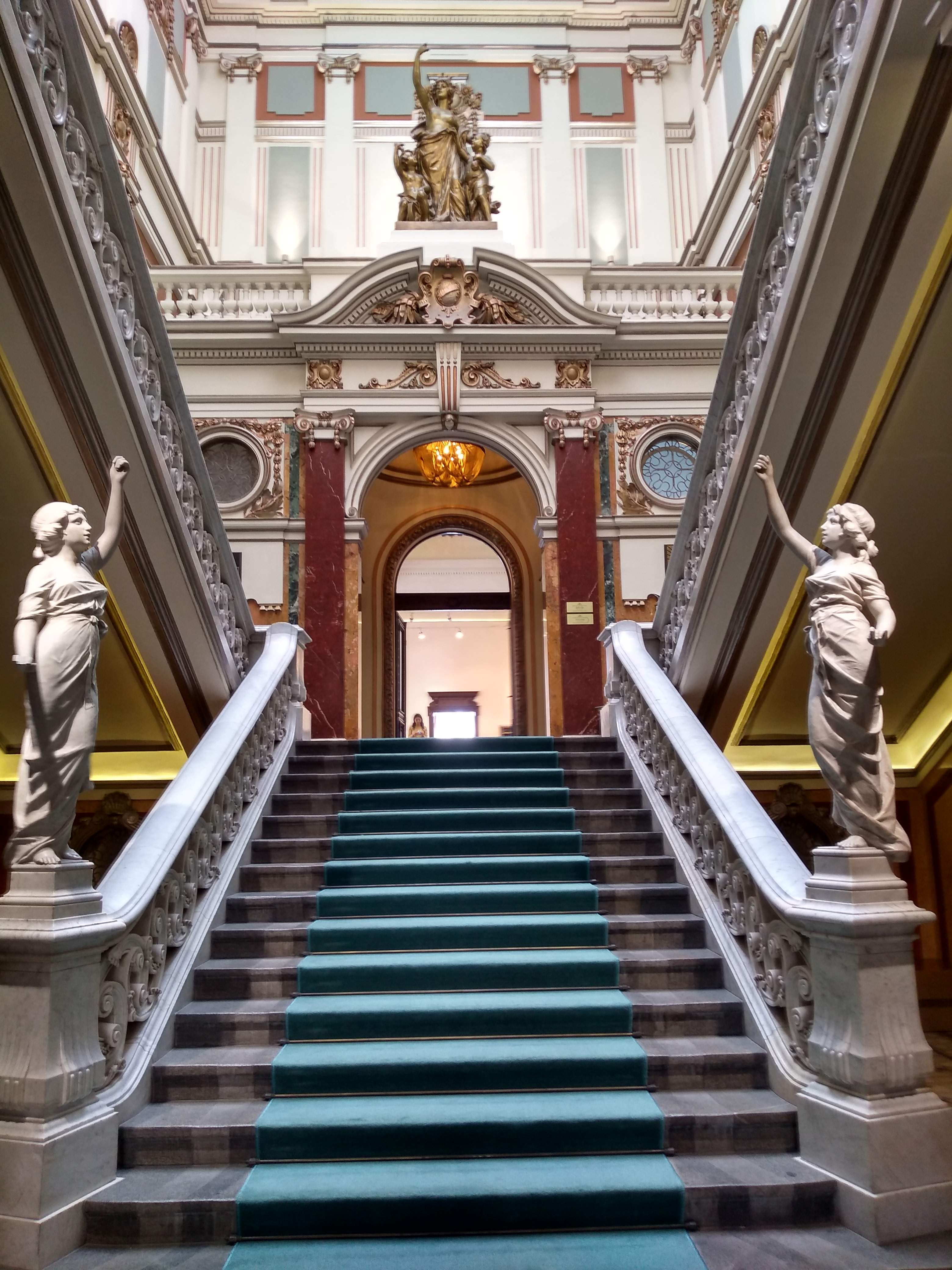
Innenraum des Gebäudes, Blick vom Eingang

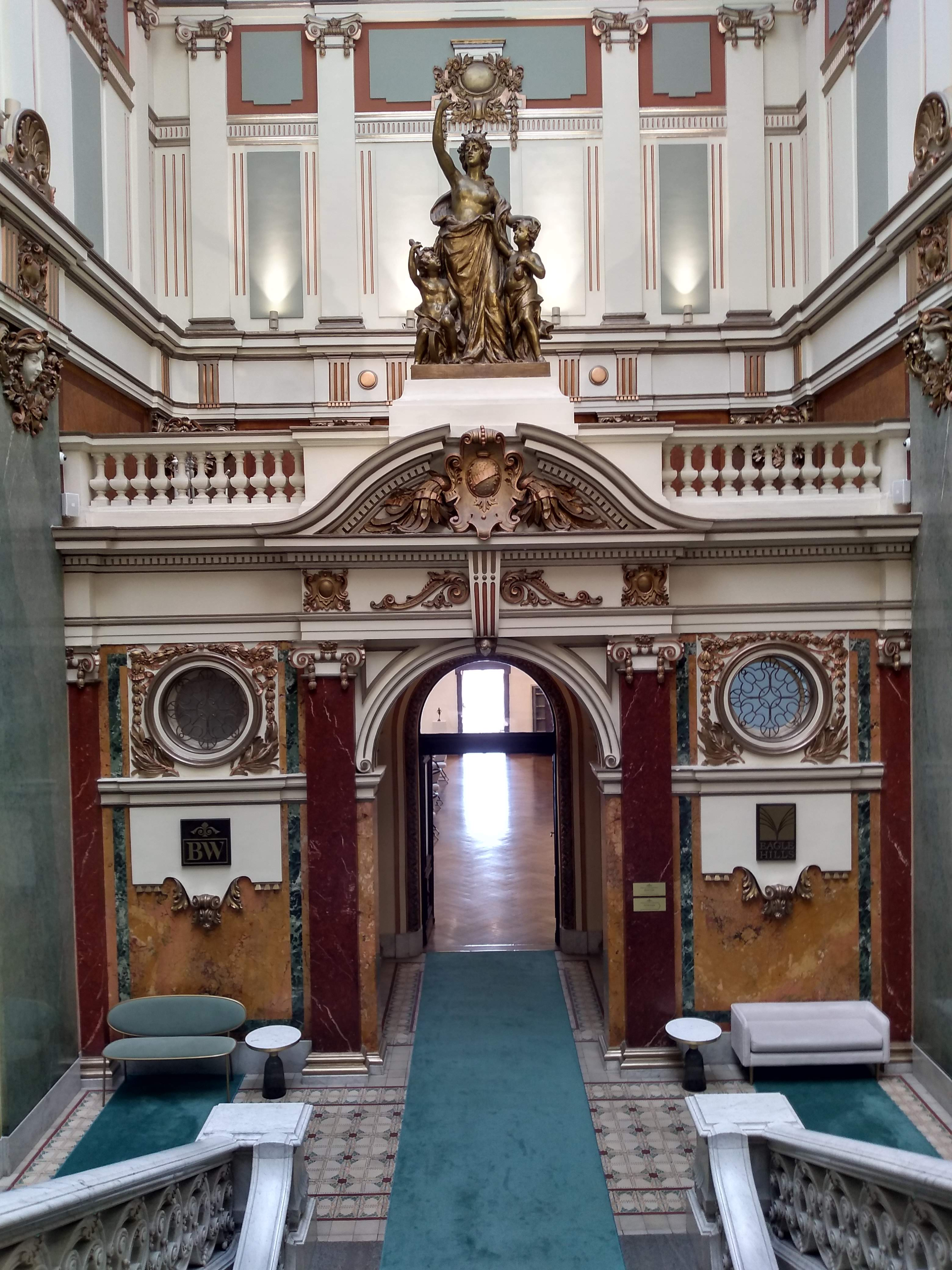
Blick auf den Eingang von der Galerie im ersten Stock

Das Gebäude wurde nach den Plänen der damals führenden Belgrader Architekten, den Universitätsprofessoren Andra Stevanović und Nikola Nestorović, gebaut. Größtenteils wurde es auf dem alten Damm errichtet. Da der Boden wegen der Nähe zur Save sumpfig war, wurde das Fundament vieler Wände zum ersten Mal in Belgrad mit Eisenbeton ausgearbeitet, allerdings mit Eisen, welches für Zwingen verwendet wurde, da es in Belgrad zu dieser Zeit kein Rundeisen gab. Die Auftragnehmer der Bauarbeiten waren die Brüder Štok. Jegliche Steinhauarbeiten hat die Firma „Industrija ripanjskog granita“ (Industrie von Granit aus Ripanj) ausgeführt. Die Verzierungen an den Fassaden und die Deko- und Stuckarbeiten im Inneren hat der Bildhauer Franja Valdman durchgeführt und ausgearbeitet. Die dekorativen Malerarbeiten des Haupteingangs stammen von Bora Kovačević und Andrea Domenico, während die Glasmalereien R. Marković ausgeführt hat. 
Die Belgrader Genossenschaft bezog das Gebäude unmittelbar nach Abschluss der Arbeiten 1907 und war dort bis zu ihrer Auflösung untergebracht. Später wurde das Gebäude vom Geologisch-geophysischen Institut „Jovan Žujović“ genutzt.   
Die gesellschaftliche Position der Belgrader Genossenschaft bestimmte Repräsentativität und Monumentalität als einziges mögliches architektonisches Konzept. Das akademisch geformte Gebäude fand seine Vorbilder sowohl in der eklektischen akademischen, wie auch der modernen Sezessionsarchitektur. Auf der gegebenen unregelmäßigen Parzelle wurde eine dreiarmige Konstruktion geschaffen, die das grundlegende architektonische Programm einfach und unmittelbar ausdrückt. Der betonte und zergliederte zentrale Teil mit der Hauptfassade zur Straße Karađorđeva ulica ist der repräsentativste. Hier sind die öffentlichen Räume untergebracht, während in den Flügeln zu den Straßen Travnička und Hercegovačka Arbeitsräume untergebracht sind. Die Flügel des Gebäudes sind in Bezug auf die Höhe verschieden konstruiert. Der mittlere Flügel hat im vorderen Teil zur Straße hin zwei Etagen, nämlich den Eingang und den Festsaal. In der Mitte gibt es ein Vestibül, das sich durch beide Etagen erstreckt. Im hinteren Teil befindet sich eine einstöckige Schalterhalle, während beide Seitenflügel aus einem Erdgeschoss und zwei Obergeschossen besteht. Im Erdgeschoss der Seitenflügel befanden sich einst Geschäfte und in den Obergeschossen Verwaltungsbüros der Belgrader Genossenschaft und zwar in einem Flügel jene der Banken-, im anderen Flügel jene der Versicherungsabteilung. 
Es wurde mit gemischten Techniken gemauert. Die Keller, die sich unter dem gesamten Gebäude erstrecken, wurden aus Eisenbeton mit preußischen Kappendecken ausgearbeitet. Der Großteil des Gebäudes ist im klassischen Verfahren gemauert, mit Ziegeln und Kalkmörtel, und nur teilweise mit Eisenbeton. Die Überbrückung geschieht durch Unterbalken in den Seitenflügeln und durch Unterbalken und Bögen im mittleren Flügel. Die Konstruktion der Laterne über der zentralen Treppe ist in Form eines dreieckigen Metallgitters gelöst. Die Dächer sind mit Oberbau, kleinen Gefällen und mit Kuppeln versehen. Die äußeren Fassaden zu den Straßen hin sind im Sockelbereich mit Steinplatten verkleidet und in Kunststein verarbeitet. Die inneren zum Hof hin sind hingegen verputzt. Die Tragekonstruktion bei den meisten Jochen stellen neben Bögen auch Marmorsäulen dar. Die Treppen sind dreiläufig, aus Stein oder Marmor. Die Hilfstreppen hingegen sind Spindeltreppen aus Eisen. Die Innenwände sind verputzt und ausgemalt. In den repräsentativen Räumen sind sie zudem verziert mit Wandmalerei und Marmorimitat, Pilastern mit vergoldeten Kapitellen und applizierten polychromen dekorativen Frauenmasken. Die Böden sind aus Parkett oder Terrazzo. Dekorative Arbeiten sind an den Fassaden in Kunststein ausgearbeitet und im Inneren in Stuckplastik und Gips. 

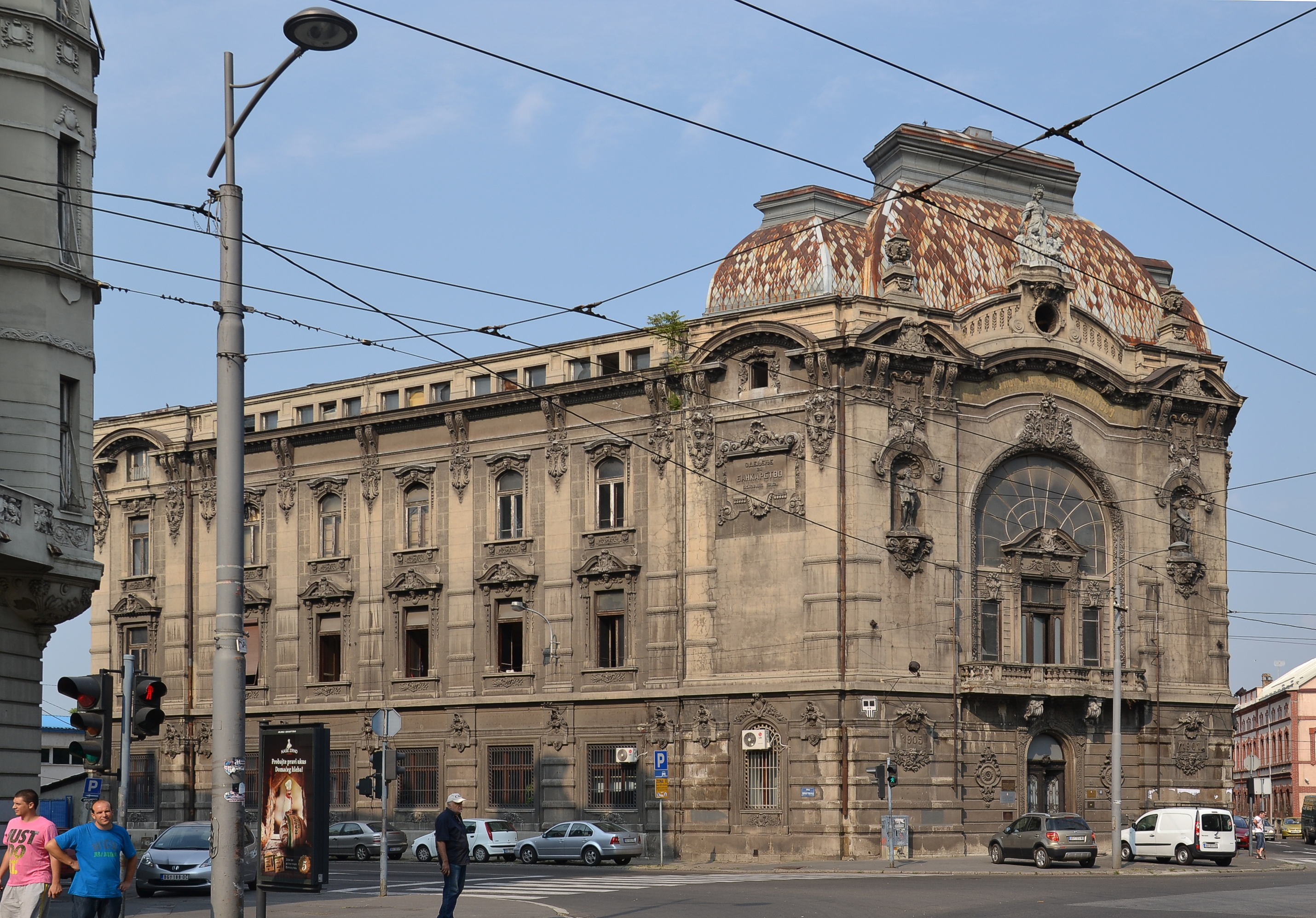
Ansicht von außen

Alle Motive des dekorativen Systems der Belgrader Genossenschaft wurden dem Arsenal der Postrenaissance, überwiegend den barocken Stilrichtungen, entnommen. Sie sind aber im Sinne ihrer Zeit individuell interpretiert und an den einzigartigen Stilausdruck angepasst. Die Frontalfassade wird von einer großen Glasfläche dominiert über der sich eine Kuppel mit Zinne befindet, flankiert von einer skulpturalen Gruppe aus einer Frauenfigur, einer Personifikation Serbiens, und vier Kinderfiguren, die Wirtschaftszweige verkörpern. In den Nischen, an den seitlichen Risaliten der Hauptfassaden, sind die Figuren Frau mit Bienenkorb und Mann mit Rolle aufgestellt. Im Inneren des Gebäudes, am Anfang der Treppe in der Hauptlobby, sind zwei Pendants einer jungen Frau in Form eines Kandelabers aufgestellt, während sich über der Galerie in der Hauptlobby eine Gruppe aus einer Frauenfigur mit Krone, wieder ein Symbol Serbiens, und zwei Kinderfiguren, die Versicherung und Bankenwesen darstellen, befinden. Eine Metallfigur ist vergoldet, genauso wie alle Stuckdekorationen. Zahlreiche Reliefs in Form von Frauenmasken befinden sich auf den Spitzen der Lisenen, über den Fenstern der ersten Etage und in Höhe der Fenster des Erdgeschosses an den Seitenfassaden, während über dem Eingang eine Maske des Merkur angebracht ist. Im Innenraum der Belgrader Genossenschaft, dem Festsaal, der Schalterhalle und in den Lobbys drückt sich die Einheit der Architektur und angewandten dekorativen Kunst, die in der europäischen Architektur vom Ende des 19. Jahrhunderts und Anfang des 20. Jahrhunderts besonders geschätzt wurde, und unter der Bezeichnung „Synthese der Künste“ bekannt ist, aus. Genau diese „Synthese der Künste“, die in der Belgrader Architektur besonders selten ist, macht die Belgrader Genossenschaft zu einer einzigartigen Realisierung. Jedes dekorative Element, wie die Malereien auf den Wänden und Gewölben, die freien Skulpturen, die Stuckdekorationen, die Leuchter oder die Applikationen an den Wänden, die bemalten Glasbrüstungen in der Schalterhalle oder die Glasflächen der Fenster und die Tür des großen Saales, zeugen von der Besonderheit, die dazu geführt hat, dass das Gebäude bereits 1966 zum Kulturdenkmal erklärt wurde.

## Wiederaufbau
Im Laufe seiner Existenz wurde das Gebäude mehrmals adaptiert. Die bedeutendsten Veränderungen in der bau-architektonischen Struktur des Gebäudes sind 1956/57 und 1958/59 entstanden. In diesen Jahren hat das geologisch-geophysische Institut zunächst ein drittes Stockwerk über beide Flügel zu den Straßen Travnička und Hercegovačka hin, errichtet, und daraufhin drei Stockwerke auf dem mittleren Trakt im Hof um die ehemalige Schalterhalle. Mit diesem Zubau wurde das allgemeine Aussehen des Gebäudes verändert, indem auf den Flügeln die Kuppeln entfernt wurden, die Dachböden zu Stockwerken wurden, Öffnungen im Erdgeschoss zugebaut wurden, um aus Türen zu den Lokalen Bürofenster zu machen. Außerdem wurde die Kuppel der Hauptfassade reduziert, indem die Zinne entfernt wurde, sowie die Fassade selbst, von welcher die Uhr entfernt wurde. Die Schalterhalle selbst im Inneren des Blocks ist erdgeschossig und vom Zenit aus erleuchtet geblieben, aber nicht mehr direkt, sondern durch ein Oberlicht, das die übergebauten Teile bilden. 
Das Palais der Belgrader Genossenschaft stellt eins der bedeutendsten Werke der Belgrader und serbischen Architektur aus dem ersten Jahrzehnt des 20. Jahrhunderts und eins der gelungensten Realisierungen der Architekten Andra Stevanović und Nikola Nestorović dar. Das architektonische Konzept, das Zusammenspiel der Funktions- und Kompositionselemente des Gebäudes, die reiche skulpturale und dekorative Plastik, die Stimmigkeit der Stilverarbeitung, die Qualität der Bauarbeiten, zum ersten Mal verwendete neue Bauverfahren, neue Materialien und alle anderen architektonischen Merkmale stellen dieses Gebäude in eine Reihe mit den repräsentativsten Beispielen der Belgrader Architektur. Das Palais der Belgrader Genossenschaft ist eins der seltenen Objekte, die den Anfang der modernen Rekonstruktion Belgrads am Ufer der Save repräsentiert. 
Die Belgrader Genossenschaft ist zum Kulturgut von großer Bedeutung für die Republik Serbien erklärt worden (Beschluss im Amtsblatt, „Službeni glasnik SRS“ Nr. 14/79).